# Акты Московского государства 1564 года
Царствование: 1533—1584 — Иван IV Васильевич Грозный

## Акты Московского государства 1564 года
- 20 февраля — чин постановления митрополита.
- 29 марта — оброчная наддаточная грамота Юрьеву монастырю на Усть-Волховскую тоню.
- 20 июля — отдельная выпись муромских писцов Бутурина Дмитрия Андреевича и Таратина Ивана Михайловича Апраксиным: Богдану и Степану Матвеевичам на село Боровичи с деревнями в Дубровском стане Муромского уезда против их поместья в Стародубском уезде.
- 2 августа — отдельная выпись писцов Денисьева Ивана Матвеевича и Дятлова Андрея Васильевича Кнутовым: Неупокою и Ивану Андреевичам на сельцо Леоново с деревнями в Буряжском погосте Шелонской пятины.
- 22 августа — отдельная выпись писцов Денисьева Ивана Матвеевича и Дятлова Андрея Васильевича Левшину Игнатию Афанасьевичу Большому на деревню Гречихино в Жедринском погосте Шелонской пятины.
- 22 августа — отдельная выпись писцов Денисьева Ивана Матвеевича и Дятлова Андрея Васильевича Назимову Нечаю Васильевичу на пустоши Нивки в Вышегородском погосте Шелонской пятины.
- 14 сентября — отдельная выпись писцов Денисьева Ивана Матвеевича и Дятлова Андрея Васильевича Левшину Фёдору Ивановичу на деревню Дрочкино и пустоши Чуров Починок в Жедринском погосте Шелонской пятины.
- 14 сентября —  отдельная выпись писцов Денисьева Ивана Матвеевича и Дятлова Андрея Васильевича Тургеневым: Ивану, Василию и Демиду Семёновичам на пустошь Липовича в Жедринском погосте Шелонской пятины.
- 17 сентября — грамота митрополита Афанасия крестьянам Селецкой волости о не взимании перевозной пошлины и мостовщины с иноков и людей Кирилло-Белозерского монастыря.
- 29 сентября — богомольная грамота митрополита Афанасия Сарскому и Подонскому епископу Матвею, по случаю войны с Польшею.
- 30 сентября — уставная грамота Соловецкого монастыря крестьянам Сумской волости.
- 10 ноября — царская грамота в Бежецкий Верх на Городецкое Лопакову Ширяю Андреевичу о не дозволении приезжим людям торговать в сёлах Городецкого, Углицкого и Ярославского уездов, кроме Веси Егонской, о платеже ими пошлин Весь-Егонским таможенникам и об истреблении корчемства, игры зернью и прочее.
- 1564/68  — отдельная выпись писца Денисьева Ивана Матвеевича Квашнину Василию Андреевичу на поместье в Шелонской пятине.